# Саије
Саије је насеље у Италији у округу Катанија, региону Сицилија.
Према процени из 2011. у насељу је живело 95 становника. Насеље се налази на надморској висини од 494 м.